# Liliomvégű kereszt
Névváltozatok: liliomos kereszt (M. kat lex.), liliomos szárvégű kereszt
fr: croix fleur-de-lisée, en: cross fleury, cross fleurée, cross flurty, cross flory, (szinonimái vagy kisebb változatai: fleuretty, fleuronny, floriated, flourished), de: Lilienkreuz, la: crux liliata

Rövidítések:

A liliomvégű kereszt olyan keresztfajta, melynek szárai (vagy egyes szárai) stilizált liliomokban végződnek. A hagyományos szemlélet ide (pontosabban a lóherevégű kereszthez) sorol minden olyan keresztet, melynek a szára valamilyen virág vagy növénymintában végződik (lóhere, liliom, rózsa). (A liliom a héberben a rózsa szinonimájaként is szerepel.) A lóherevégű kereszt a gótikus művészetben jelent meg.
A liliomos végű pálca a középkorban Árpád-házi és más uralkodócsaládok ikonográfiájában az uralkodók és a királyi hercegek szimbóluma volt, majd a liliomos végű jogar az erdélyi fejedelmek egyik hatalmi jelvényeként tér vissza.
Külön keresztfajta a nagyon gyakori lóherevégű kereszt (Szent Lázár-kereszt (Bárczay 116.), Lázár kereszt, lóherés kereszt [M. kat lex.], lóherevégű kereszt, liliomos kereszt [M. kat lex.], rózsás kereszt, gót kereszt, brabanti kereszt, leveles kereszt, fr: croix tréflée, croix de Saint Maurice, en: cross bottony, cross trefly, de: Kleeblattkreuz, Lazaruskreuz, la: crux trifoliata, crux Sancti Lazari). A gótikában jelent meg, a lóhere forma gyakran az evangéliumi jelképek kerete volt és más díszítő elemmel egészült ki. A korai heraldikában nem mindig különböztetik meg a keresztvégű kereszttől. Ilyen kereszt a jelképe az 1547-ben két korábbi rend egyesítésével létrejövő szardíniai Szent Mauríciusz és Szent Lázár Lovagrendnek. A lóherevégű harántkereszt (de: Kleeblattschrägkreuz) ritka mesteralak. A lóherevégű talpas kereszt (de: Kleeblattatzenkreuz) olyan talpas kereszt, melynek szárain stilizált lóherék vannak.
Típusai:

Lóherevégű kereszt
A lóherevégű kereszt változata
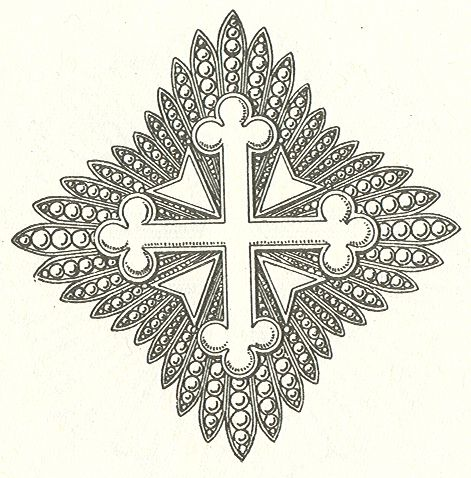
A Szent Mauríciusz és Szent Lázár Lovagrend rendjele
Avizi kereszt (fr: croix d’Avis) az 1144-ben alapított és 1166-ban újjászervezett portugál Avis-rend (Avizi Szt. Benedek rendje) jelképe.
Pátriárka kereszt, azaz lóherevégű kettős kereszt
Érseki kereszt (pátriárka kereszt, en: cross treflée, cross botonée, budded cross, apostles' cross, cathedral cross)
Püspöki kereszt, rózsás kereszt
Gömbvégű kereszt (gömb szárvégű kereszt, gömbös kereszt, gombos kereszt, gombokkal ellátott kereszt, fr: croix à ballons, croix à pommes, en: cross pommee, cross pommée, cross pommy, cross pommel, de: Kugelkreuz, Apfelkreuz). A szárai gömbökben végződnek. Francia és angol neve arra utal, hogy ezeket gyakran stilizált gyümölcsnek (alma, narancs) tekintették
Gömbösvégű kereszt (Bárczay 118., fr: croix pommetée, de: Apfelkreuz, la: crux globata)
Gömbösvégű kereszt (golyósvégű kereszt, en: cross pomelly, de: Kugelstabkreuz, nl: bolkruis), nem tévesztendő össze a gömbvégű kereszttel
Gömbösvégű hegyestalpú kereszt
Zarándok-kereszt (Bárczay 118., fr: croix bourdonnée, de: Pilgerkreuz, la: crux orbiculata, crux columnaris), van olyan is, ahol a szár és a gömb között csak egy gyűrű látható
Gyűrűsvégű kereszt (Bárczay 118., fr: croix d'anneau, en: cross annuletty, la: crux in annulos terminata)
Felhősszárú kereszt (de: Wolkenkreuz), a végei a felhős osztóvonal alakját követik; ilyen ferdén Lombardia jelképe
Hullámos gömbvégű kereszt (Gömbös 118.); a szárak végei stilizált templom-alaprajzokra emlékeztetnek
Szögfejes kereszt (de: Rundnagelkopfkreuz)
Halmos kereszt (de: Pfropfkreuz)
Mogyorós kereszt (Bárczay 116., fr: croix coquerellée, en: cross avellane, avellan cross, cross cercelée, cross recercelée, sarcellée cross, la: crux avellana)
Mogyorós kereszt
Mogyorós kereszt
Mogyorós kereszt
Kacsalábú kereszt (en: cross sarcelle)
Hársleveles kereszt (de: Lindenblattkreuz)
Ágasvégű kereszt (de: Astkreuz), stilizált ágakban végződő szárakkal
Darulábas kereszt (ágascölöp-kereszt, de: Pfahldeichselkreuz)
Legallyazott kereszt (Bárczay 119., fr: croix clavetée, croix écôtée, en: cross raguly, de: Astkreuz, la: crux ramosa), ágas vonallal megrajzolt keresztnek is tekinthető; a csonkok a két oldalon lehetnek egymással szemben, egy csonknyi közzel eltolva (ellengallyazott kereszt) vagy szabálytalanul elrendezve, illetve természetes módon ábrázolva
Fenyőkereszt (de: Tannenkreuz)
Örmény kereszt (en: Armrnian cross, Khachkar cross, Siroun cross, de: armenische Kreuz)
Cukornád-kereszt (de: Zuckerrohkreuz), előfordul Saint Lucia címerében
Bojári kereszt (en: boyar cross)

Változatai:

Lúdtalpkereszt (fr: croix enhendée, en: cross patonce, de: Gänsefußkreuz), átmenet a liliomos és a talpas kereszt között. Az angol heraldikában nem mindig különítik el a liliomos kereszttől.
Lúdtalpkereszt
(Latin) lúdtalpkereszt (en: cross fleurie)
Szegvégű keresztvégű kereszt (keresztezett kereszt hegyes lábbal, en: cross crosslet fitchy). Az angol és francia heraldikában a különféle szegvégű keresztek (en: cross fitchy) nagyon gyakoriak. Ez a fajta a Szent Jakab-kereszt leegyszerűsített változatának tekinthető.
A szegvégű kereszt legegyszerűbb változata (fr: croix au pied fiché, en: cross fitchy, de: Fußspitzkreuz, Stockkreuz, es: cruz fijada, it: croce pieficcato, nl: kruis met gescherpte voet)
Jakab-kereszt (Szent Jakab-kereszt [Bárczay 116.], hegyes lábú kereszt, fr: croix de Saint-Jacques, en: cross of St James, de: Jakobskreuz, Lilienstechkreuz, la: crux Sancti Jacobi). Több változata is van. Ezek közös jellemzője, hogy az alsó szár kard- vagy tőrszerű hegyes pengében végződik. A rendíthetetlen hit és a kereszténység védelmezőjének tekintik azt, akinek a címerében szerepel.
Vörös Jakab-kereszt, az 1175-ben alapított spanyol Szent Jakab Rend jelképe
A Jakab-kereszt változata kettős pengével
Liliomvégű kereszt (fr: croix fleurdelys, en: cross fleuretty), a liliomok elválnak a száraktól, de kapcsolódhatnak is hozzá
Liliomvégű zarándokkereszt (fr: croix fleurdelys, de: Lilienzepterkreuz), a liliomok a szárakhoz a zarándokkereszthez hasonló gyűrűk által kapcsolódnak
Jeremiás próféta keresztje
Firenzei kereszt (Bárczay 117., fr: croix florencée, la: crux in florem exiens)
Alcantara kereszt (alcantarai kereszt [Bárczay 116.], fr: croix d'Alcantara et d'Calatrava, de: Alcantara und Calatrava-Kreuz), a spanyol Alcantara Lovagrend keresztjének egyik változata
A liliomvégű kereszt egyik változata, mely átmenetet képez a horgonyvégű kereszthez
Horgonyvégű kereszt (fr: croix anillée, en: cross moline), a liliomvégű kereszt, illetve a horgonykereszt egyik változatának tekinthető. A horgonyt, mely a hajót szorosan hozzáköti a fenékhez, életmentő eszköznek tekintették.
Horgonyvégű kereszt (Bárczay 117., fr: croix ancrée, en: cross ancré, cross anchory, de: Ankerkreuz, fußgespaltenes Kreuz, la: crux anchorata) jobban visszahajló kampókkal
Horgonyvégű kereszt (horgonyszárvégű kereszt, fr: croix ancrée, en: cross cercelée, cross sarcelly, cross recercelée, de: Ankerkreuz) erősebben visszahajló végekkel
Visszásan horgonyvégű kereszt (fr: croix recercelée) teljesen visszatekeredő végekkel
Horgonyvégű árnyékkereszt (de: Schattenmühleisenkreuz, en: cross moline voided, cross moline disjoined), a szárai szögletes vonalakból is állhatnak
Lékelt horgonyvégű kereszt (malomkereszt, de: Mühleisenkreuz)
Villásvégű kereszt (kétágú oroszlánfarkú kereszt, fr: croix fourche, croix fourchetée, croix anillée, croix nillée, en: moline cross, millrine, millrind, fourche, anillée, nillée, anchory, ancrée cross, la: crux furca), a szárai négy Y alakú villából állnak, melyek nagyon hasonlítanak a francia, angol és nyugat-németországi heraldikában elterjedt malomkő-vasra (fr: fer de moline, en: millrind); a horgonyvégű kereszt változata. Ez volt az Amalfiban használt kereszt eredeti formája.
Villásvégű kereszt (fr: croix fourchetée, en: cross moline, cross fourchy, de: Gabelkreuz, e: cruz horquillada, it: croce forcata, nl: gespleten kruis)
A villásvégű kereszt (de: Mauerankerkreuz) egyik változata
Villásvégű (görög) kereszt (fr: croix fourchetée)
Villásvégű kereszt (en: cross fourchee, de: Zwieselkreuz, la: crux fourchette)
Villásvégű kereszt (Bárczay 117., ékelt szárvégű kereszt, fr: croix fourchée, de: doppelzugespitztes Kreuz, la: crux furcata)
Villásvégű kereszt (en: cross biparted)
Kéthegyű kereszt (en: cross double fitched)
Háromhegyű kereszt (fr: croix fourches, en: cross treble fitched, de: gegabeltes Kreuz, la: crux furcata)
Fogazott végű kereszt (de: zahnbesetztes Kreuz, gezahntes Kreuz), ha a végein háromnál több fog van
Molnárkereszt (en: cross miller, milvine cross)
Lenyesett molnárkereszt (en: cross miller rebated)
Tárcsavégű kereszt (de: Jochkreuz)
Ormósvégű kereszt (de: Schartenkreuz), az ormó ki is állhat a kereszt végéből, ilyenkor négyzetvégű keresztnek is nevezhető
Alul villásvégű kereszt (fr: croix au pied fourchu, en: cross forked in base, de: fußgesparrtes Kreuz, es: cruz de pie bifurcado, it: croce pieforcuto, nl: kruis met gespleten voet)